# جهان‌آباد (ورامین)
جهان‌آباد (ورامین)، روستایی از توابع بخش جوادآباد شهرستان ورامین در استان تهران ایران است.

## جمعیت
این روستا در دهستان بهنام عرب جنوبی قرار دارد و براساس سرشماری مرکز آمار ایران در سال ۱۳۸۵، جمعیت آن ۲۵ نفر (۹خانوار) بوده‌است.